# 亦庄站
亦庄站是京津城际铁路的一座客运车站，位于中华人民共和国北京市通州区台湖镇亦庄开发区东北方向，车站中心里程 K22+426。车站建成以来长达16年未投入使用，直至2024年9月29日开始试运营。车站与北京地铁亦庄线亦庄火车站通过通道连接。

## 历史

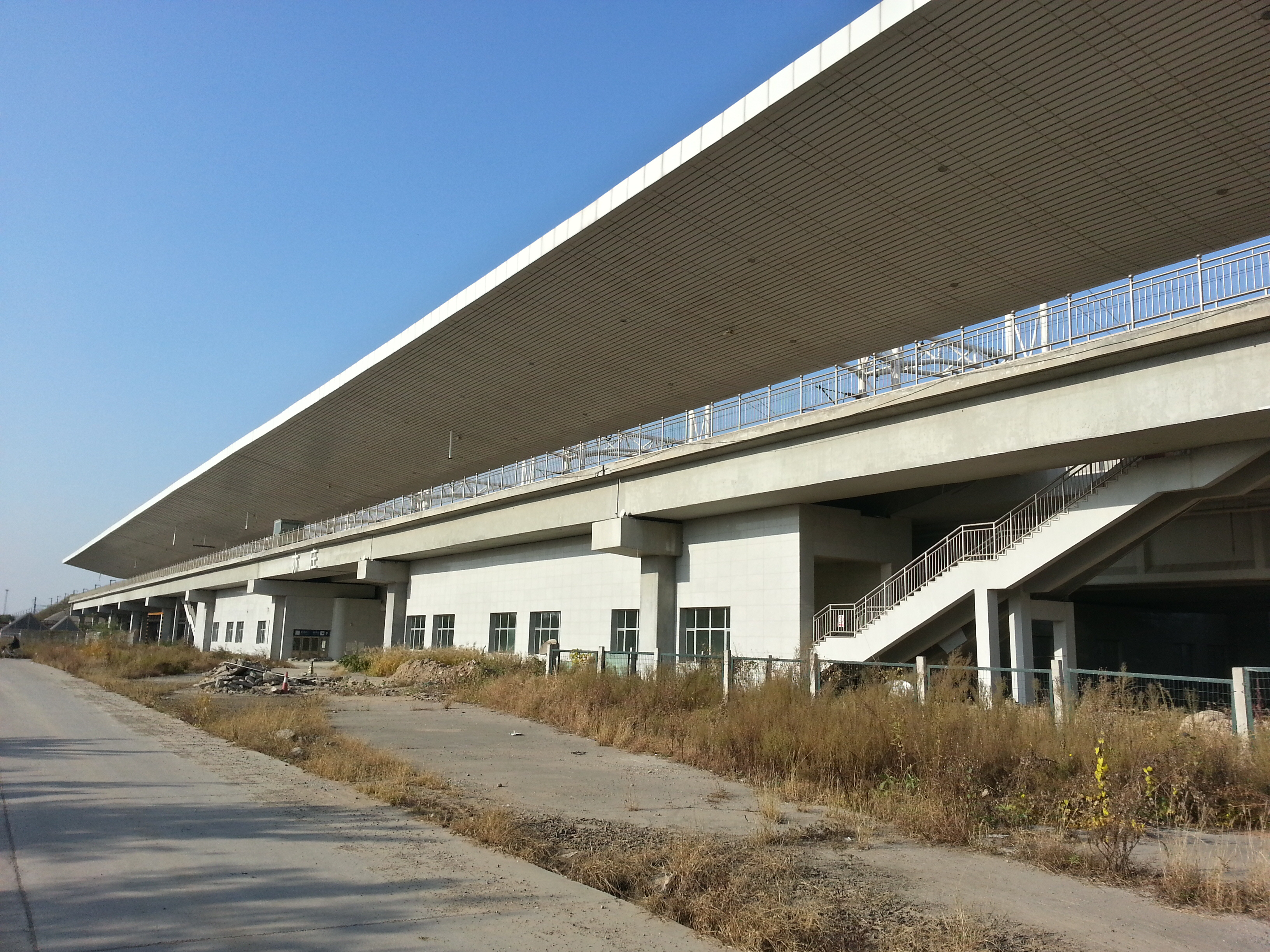
尚未开放的亦庄站（2013年10月）

2013年3月7日，全国人大代表、北京铁路局常务副局长朱惠刚表示，至今尚未启用的京津城际铁路亦庄站将投入使用，与地铁、高速接驳，发挥作用。
2019年10月25日，北京市一市民再度通过人民网地方政府留言板咨询该站的启用事宜，其附图显示车站内堆满建筑垃圾、电线四处裸露，同年10月30日却得到以下答复：“中国铁路北京局集团有限公司回复：经核实，亦庄火车站在规划时就没有列入运营，只是用来火车日常维护工作的。”其后，一位北京局集团的职工称亦庄站未启用的原因是京津城际线运力已经基本饱和。
2022年5月，北京市规划和自然资源委员会在答复公众意见时表示，市规自委“将转告相关委办局及属地政府开展进一步研究，结合车站周边用地规划建设时序、轨道交通线路规划建设时序，推动亦庄火车站建成运营”。
2024年1月23日，北京经开区管委会官方微信公众号推文将“启用亦庄火车站”列入2024年度计划，但此后经开区党政办发布的2024年拟办实事列表并未提及亦庄火车站相关事宜。
2024年4月12日，通州区交通综合治理领导小组印发的《2024年通州区交通综合治理行动计划》将“配合市级部门开通亦庄火车站客运业务”列为第18条:5。
2024年5月13日，“京津城际亦庄站开通客运业务相关改造工程”勘察设计施工图总价承包项目公告招标。公告透露，改造项目已由国铁北京局在2024年批复可研，改造工程内容包括：
- 将原候车厅与出站通廊之间的室外桥下空间封闭，改造为室内空间，功能为候车厅、出站集散厅。
- 在建筑两侧桥下空间分别扩建两部分办公区，面积为800㎡。
- 站台钢结构雨棚加固换新。
- 拆除既有消防泵房及水池并新建。场内设置暖通、给排水、污水、电照、监控等附属设施。

车站既有站房建筑面积2912㎡，包括候车厅及进站安检空间724㎡（改造增加1663㎡）、设备面积1293㎡（改造增加42㎡）、办公面积152㎡（改造增加1058㎡）。改造后，站房总面积5347㎡。
亦庄站旧有雨棚已于2024年7月初被拆除，2024年8月新建雨棚，2024年9月中旬悬挂站名标识。
2024年9月26日，北京市“十一”假期交通保障新闻发布会透露，国铁亦庄站计划于2024年“十一”假期期间启用，唯尚未公布具体日期。次日，中国铁路北京局集团副总经理许盛刚在国庆假期铁路运输保障情况新闻发布会上称，亦庄火车站将于2024年9月29日进入试运营阶段，每日经停列车3对；10月1日转入正式运营，每日经停列车6对。
2024年9月29日，闲置长达16年的亦庄站开办客运业务，京津城际列车也开始在北京市内多点停靠。

## 车站结构
本站为高架二层侧式车站（2台4线）。

### 车站楼层
| 地上二层 | 侧式站台 | 侧式站台                                | 侧式站台 | 侧式站台 |
|          | 2站台    | 京津城际铁路 滨海方向（下站：武清）     |          |          |
|          |          | 京津城际铁路 滨海方向越行线             |          |          |
|          |          | 京津城际铁路 北京南方向越行线           |          |          |
|          | 1站台    | 京津城际铁路 北京南方向（下站：北京南） |          |          |
|          | 侧式站台 |                                         |          |          |
| 地面     | 站厅层   | 售票处、候车区、进站口、出站口          |          |          |

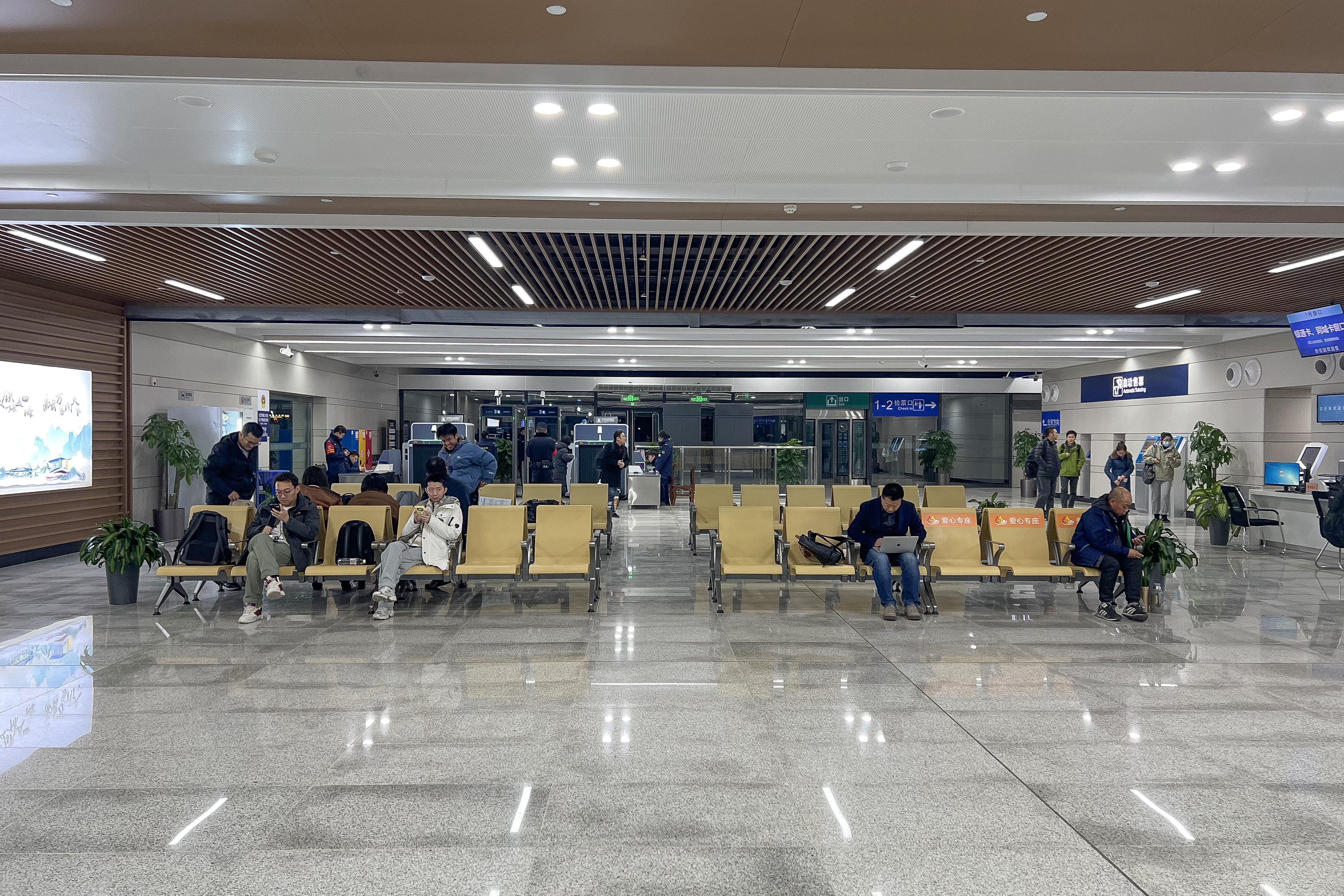
进站厅
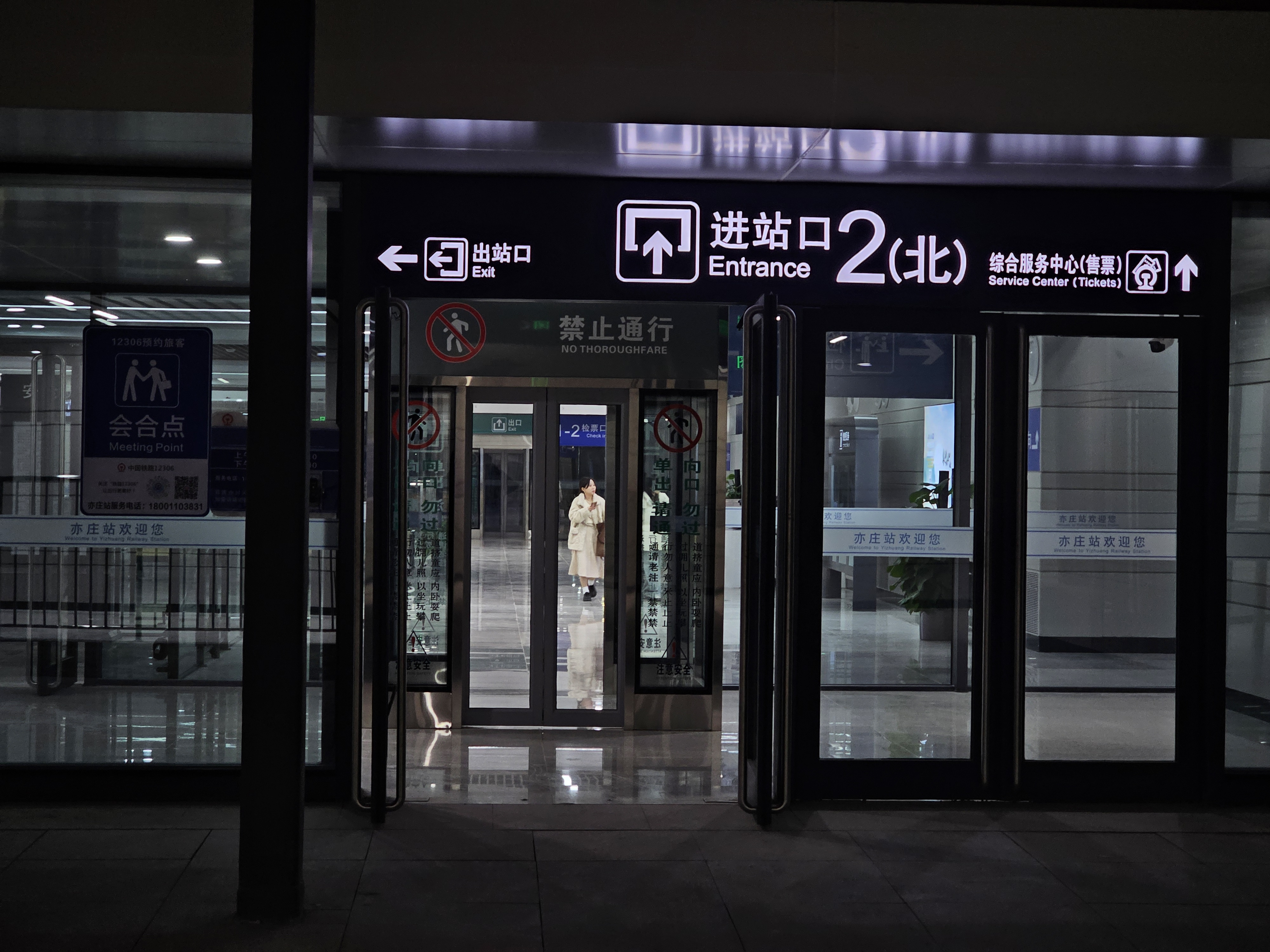
北侧进站口（近地铁B口）
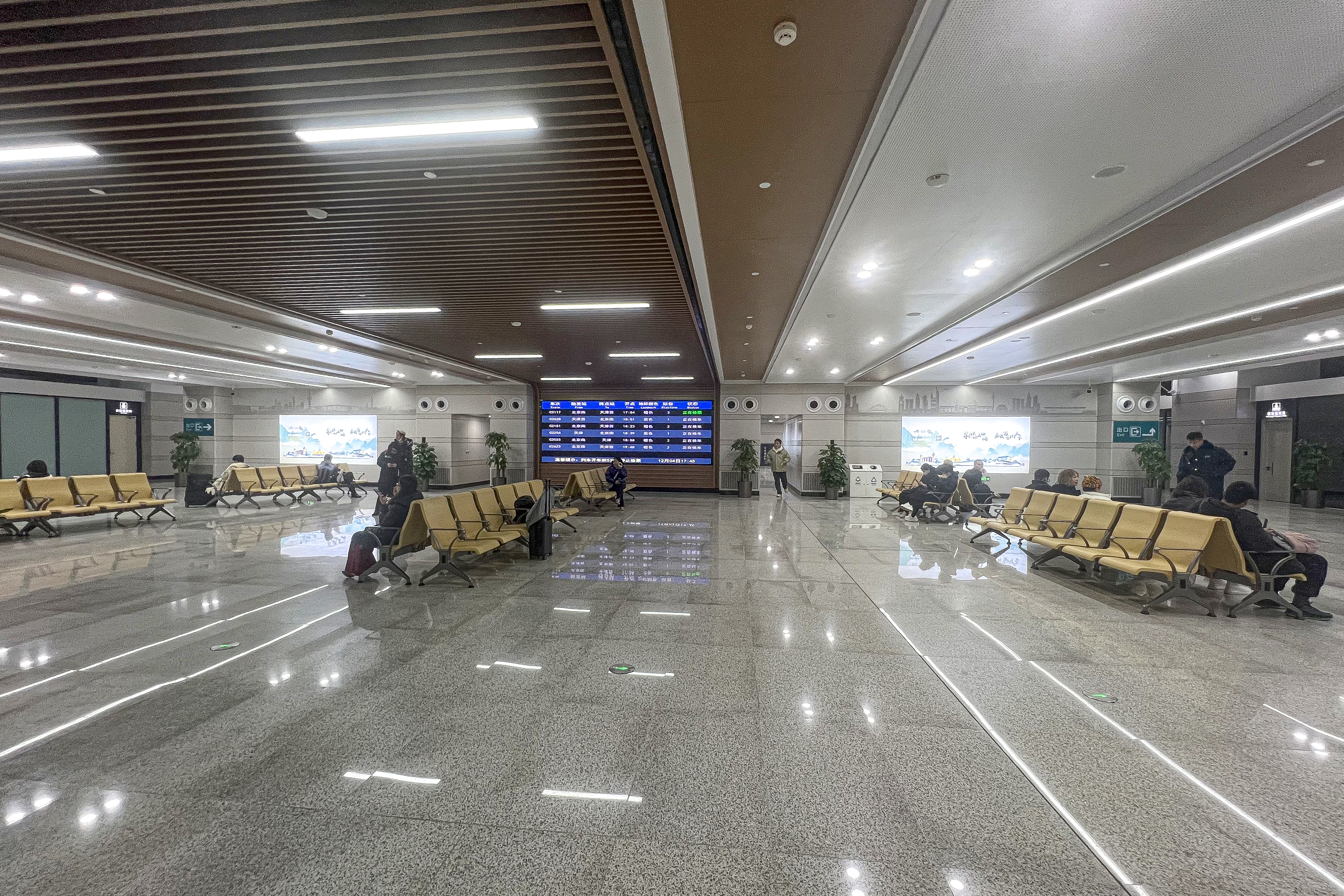
候车区
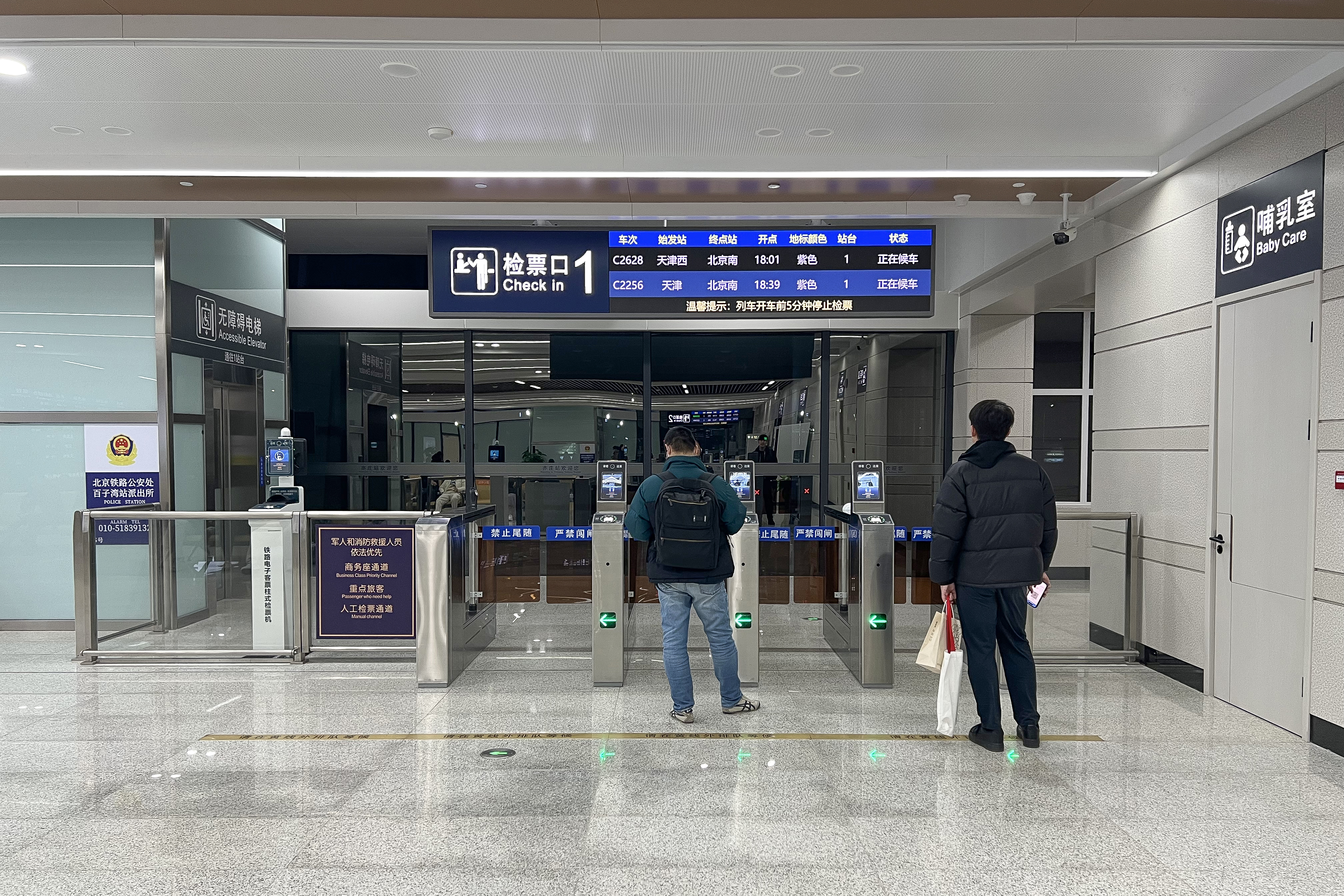
1号检票口（北京方向）
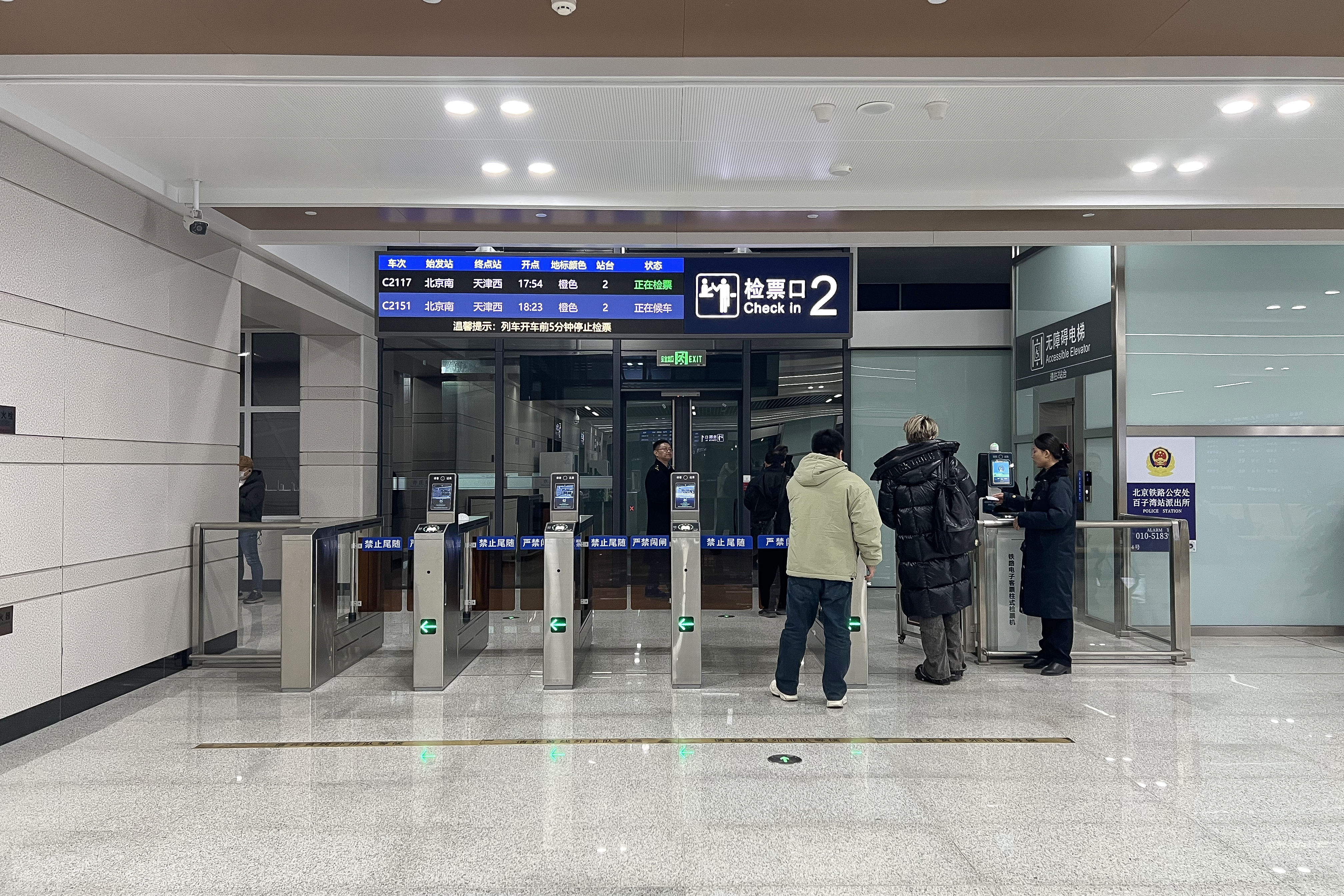
2号检票口（天津方向）
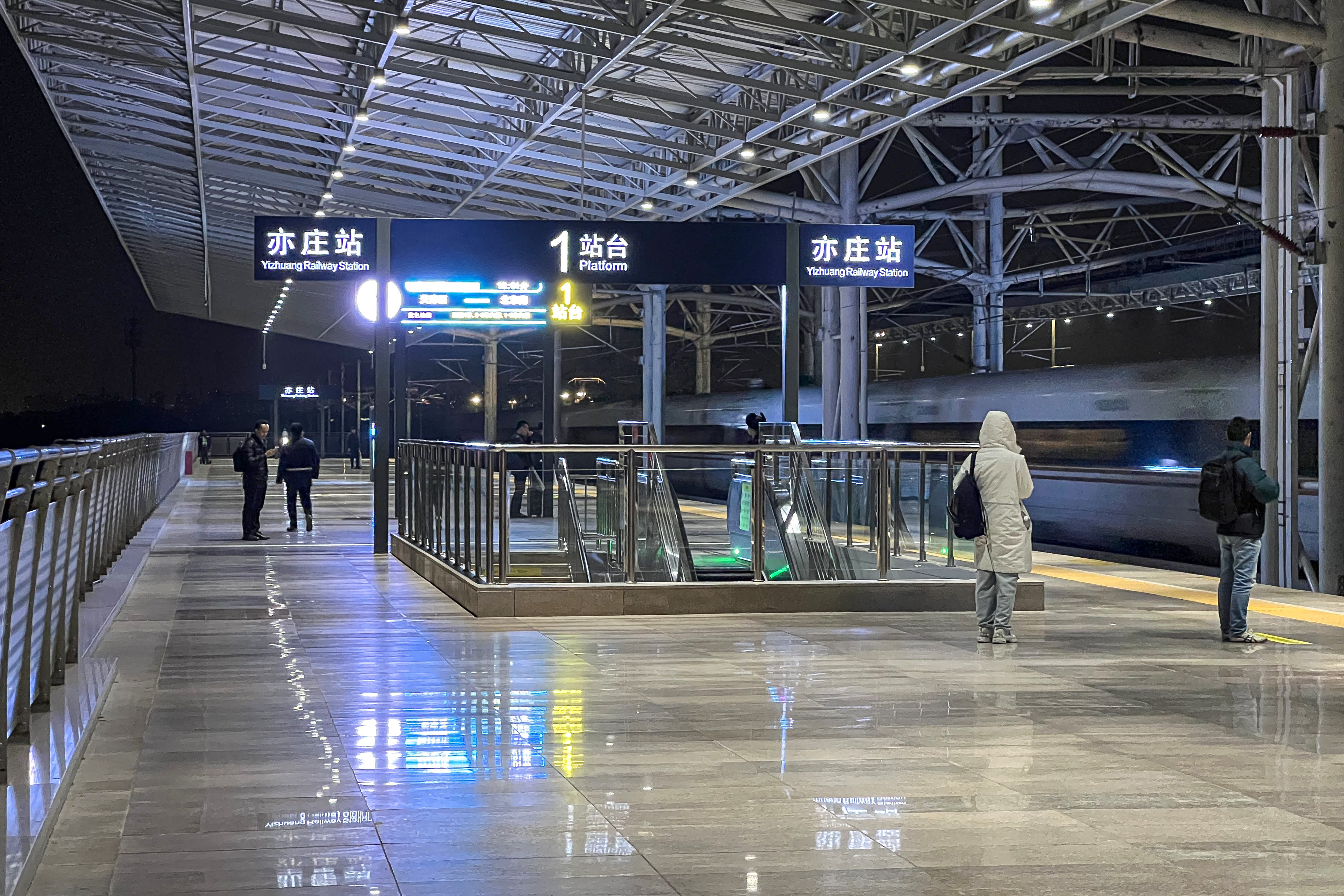
1站台

## 公交接驳
| \| 编号 \| 编号 \| 线路 \| 线路 \| 线路 \| 收费 \| 运营商 \| 备注 \| \| ---- \| ----- \| ---------------- \| ---- \| ---------- \| ------ \| ------ \| ---- \| \| \| 913 \| 古城西桥公交场站 \| ⇆ \| 海子角 \| 2–13元 \| 客六 \| \| \| \| 专232 \| 汇龙森科技园 \| ⇆ \| 亦庄火车站 \| 2元 \| 亦庄 \| \| \| \| T110 \| 北纬路东站 \| ⇆ \| 地铁柳芳站 \| 2–3元 \| 客五 \| \| |       |                  |      |            |        |        |      |
| 编号 | 编号  | 线路             | 线路 | 线路       | 收费   | 运营商 | 备注 |
| | 913   | 古城西桥公交场站 | ⇆    | 海子角     | 2–13元 | 客六   |      |
| | 专232 | 汇龙森科技园     | ⇆    | 亦庄火车站 | 2元    | 亦庄   |      |
| | T110  | 北纬路东站       | ⇆    | 地铁柳芳站 | 2–3元  | 客五   |      |